# Mesorregión del Nordeste Baiano
La mesorregión del Nordeste Baiano es una de las siete  mesorregiones del estado brasileño de Bahía. Es formada por la unión de sesenta municipios, con una población de aproximadamente 1 millón y medio de habitantes, agrupados en seis  microrregiones.
Los principales municipios son: Alagoinhas, Euclides da Cunha, Serrinha y Ribeira do Pombal.

## Microrregiones
- Alagoinhas
- Entre Ríos
- Euclides da Cunha
- Jeremoabo
- Ribeira do Pombal
- Serrinha

- Datos: Q14208354